# Liste der Geotope im Landkreis Greiz
Im Landkreis Greiz gab es im Juni 2024 insgesamt 29 erfasste Geotope.

## Geotope

### Gesteine
| ID      | Bild | Bezeichnung                               | Art | Stratigraphie          | Beschreibung | Gemeinde                    | Lage |
| ------- | ---- | ----------------------------------------- | --- | ---------------------- | --- | --------------------------- | ---- |
| GRZ_467 |      | Steinbruch Pohlitz Zechstein              | z3'd: grauer, graubrauner, plattiger, karvernöser Dolomit; z3-4't: roter, blättriger bis dünnbankiger Tonstein; su2's: rötlicher Sandstein, plattig, bankig        | Zechstein              | Das ca. 2 ha große Steinbruchgebiet liegt östlich von Pohlitz und ist im Besitz der Wünschendorfer Dolomitwerk GmbH. Im Steinbruch ist ein Profil vom „Plattendolomit“ (zLCA), den „Oberen Letten“ (zLTb-zFr) bis zum „Bröckelschiefer“ (zFu) der klassischen Gliederung von ZIMMERMANN (1930) mit einer Gesamtmächtigkeit von etwa 27 m aufgeschlossen. Der Steilhang des Plattendolomits bietet z. Z. noch sehr gute Aufschlussverhältnisse. Obere Letten und Bröckelschiefer wurden in den Jahrzehnten nach der Einstellung des Abbaues von Verwitterungs- und Abtragungsschutt teilweise überdeckt. Das Profil schließt das gleiche stratigraphische Niveau wie im Tagebau Caaschwitz auf, weist aber gegenüber diesem einige Unterschiede in fazieller Ausbildung und Mächtigkeiten auf. Pohlitz befand sich zur Zeit des späten Zechsteins paläogeographisch am Südostrand des Thüringer Beckens. Die während der Sedimentation der Werra- und teilw. der Staßfurt-Folge noch bestehenden Aufragungen des variszischen Grundgebirges (Klippen von Schwaara , Eleonorental) waren vollständig überflutet. Das Leinekarbonat (Plattendolomit) bedeckt das Gebiet vollständig mit nach Südosten geringer werdender Mächtigkeit bis südlich Wünschendorf. Der Plattendolomit von Pohlitz wurde in einem flachmarinen Sedimentationsraum abgelagert. Das Beckenzentrum mit salinaren Sedimenten (Leine-Steinsalz) befand sich in der Südharzvorsenke. Die über dem Plattendolomit abgelagerten Ton- und Sandsteine mit eingelagerten Dolomitknollenhorizonten und Gipsresidualen belegen den zunehmenden terrestrischen Einfluss im höheren Zechstein. Die graugrüne Grenzbank inmitten roter sandiger Pelite deutet eine letzte Ingression des Zechsteinmeeres im Gebiet an. Sie galt als obere Begrenzung der Oberen Zechsteinletten zum Bröckelschiefer im Thüringer Becken (SEIDEL, 1965). Aufgrund von Gipsauslaugungen im Liegenden (Subrosion) kam es zu wellenförmigen Verbiegungen und trichterförmigen Einsenkungen, die mit Hangendmaterial ausgefüllt sind. | Bad Köstritz                | Lage |
| GRZ_459 |      | Zwergenhöhle Bad Köstritz                 | Grauwacke, Konglomerat | Katzhütte-Gruppe       | Bei der „Zwergenhöhle“ handelt es sich um ein aufgelassenes Bergwerk, dessen Einstieg sich oberhalb des Grundstücks (Eleonorenstr. 20b) in Bad Köstritz befindet. Aufgeschlossen ist eine Diskordanz eines Zechsteinriffes auf neoproterozoischen Gesteinen der Katzhütte-Gruppe. Die Entstehung des Riffs erfolgte durch die Ablagerung von Riffkalken auf den Grauwacken und Tonschiefern der Katzhütte-Gruppe. Die Länge des Stollens beträgt ca. 100-150 m. Die „Zwergenhöhle“ wurde früher als „Die Gabe Gottes“ bezeichnet und bereits 1688 in den Akten des Bergamtes Gera erwähnt. Somit ist sie ein Zeugnis der Bergbautätigkeit im Raum Köstritz im 16. bis 18. Jahrhundert. Laut Unterlagen der Umweltbehörde Greiz wurde aus dem Stollen das Mineral Schwerspat (Baryt) gefördert. Der Stollen ist weiterhin ein bevorzugtes Fledermausquartier. | Bad Köstritz                | Lage |
| GRZ_425 |      | Buntsandstein-Kiesgrube Wünschendorf      | Konglomerathorizont, Quarze, Kiesel- und Tonschiefer, kantengerundet in fast bindemittellosem, grauem bis hellrotem Sandstein, bankig                              | Calvörde-Formation     | Der Sandsteinbruch „Buntsandstein-Kiesgrube Wünschendorf“ befindet sich nordöstlich von Wünschendorf am Südhang des Kieferberges. In dem auflässigen Steinbruch sind das Randkonglomerat und die Untere Sandsteinfolge der Calvörde-Folge (Unterer Buntsandstein) aufgeschlossen. Bei dem Konglomerat handelt es sich um geröllführenden, bindemittelarmen Sandstein, dessen meist kantengerundete Gerölle zwischen 0,5 und 5,0 cm groß sind. Diese bestehen größtenteils aus Quarz und zu einem geringen Anteil aus Kiesel- und Tonschiefer, Biotitgranit, Aplit, Granit und Granitporphyr. Weiterhin sind Horizonte und Bänder mit Korngrößen von Silt bis Ton vorhanden (Tonsiltstein). Die dünnen Lagen haben z. T. eine begrenzte Ausdehnung. Vermehrt lassen sich lokal schräggeschichtete Bereiche feststellen, die erosiv abgeschnitten sind. Bisweilen sind größere Tonklasten in sandiger Einbettung erkennbar. Regionalgeologisch betrachtet befindet sich der Geotop im Südosten des Thüringer Beckens zwischen dem Ronneburger Sattel im Nordosten und dem Bergaer Antiklinorium in Südwesten. Das anstehende Gestein verwitterte aufgrund seiner Bindemittelarmut schnell, war leicht zu gewinnen und wurde früher häufig als Kies gewonnen. Im zentralen, linken (südwestlichen) Bereich des Aufschlusses ist eine Störung zu erkennen, wobei der nordöstliche Teil als Hangendes, der südöstliche Teil als Liegendes interpretiert wird. Die gelbe Verwitterungsfarbe, die in der Störungszone gut zu sehen ist, deutet auf den Feldspat-Gehalt im Sediment hin. Auffällig sind auch größere Tonklasten, die im Sandstein eingebettet und als „rip-up“ Klasten zu interpretieren sind. | Berga-Wünschendorf          | Lage |
| GRZ_445 |      | Kalkbruch Zschippach (Plantage)           | | Zechstein              | Das Gelände des ehemaligen Kalksteinbruches befindet sich am Südhang des Brahmetals südöstlich des Ortes Zschippach. Regionalgeologisch liegen die Ortschaften Zschippach und Brahmenau am Nordrand des Ronneburger Horstes. Die hier aufgeschlossenen Schichten der Werra-Folge (Zechstein l) lagern diskordant über den Schiefern des Unterkarbon. Abbaugegenstand waren die Dolomite des Unteren Werrakarbonats. Das offene Steinbruchgelände hat eine gestreckte Form entlang E-W. Die Schichten fallen leicht nach Norden ein. Dünnbankige und knollige Ausbildungen des Werradolomits von unterschiedlicher, z. T. hoher Porosität sind hier anzutreffen. Bemerkenswert ist die artenreiche Bodenflora mit Hoher Schlüsselblume, Echter Schlüsselblume, Maiglöckchen, Lungenkraut, Geflecktem Aronstab sowie einigen Xerothermrasenarten (Knäuel-Glockenblume); Kartäuser-Nelke (Dianthus carthusianorum), Braunrote Sitter (Epipactis atrorubens), Heidenelke (Dianthus deltoides), Kleiner Klappertopf (Rhinanthus minor), Wiesen-Salbei (Salvia pratensis), Zittergras (Briza media), Großes Zweiblatt (Listera ovata). Das Gebiet ist ein Jahreslebensraum des Steinkauzes. | Brahmenau                   | Lage |
| GRZ_463 |      | Zechsteinaufschluss nördlich Mückern      | hellgrauer, poröser, massiger Dolomit mit sandfarbenen Mergellagen, Klüftung: 250 - 260/75 - 90/130 - 140/80 - 90                                                  | Zechstein              | Der ehemalige Steinbruch befindet sich zwischen Mückern und Waaswitz an der nordöstlichen Talflanke des Lerchenberges. Das Geotop liegt regionalgeologisch betrachtet am Nordrand des Ronneburger Horstes im Bereich des Geraer Vorsprungs. Hier wurde der Werradolomit des Zechstein 1 abgebaut. Dieser ist hellgrau, porös und massig ausgebildet, wobei sandfarbene Mergellagen eingeschaltet sind. Der Dolomit hat im Westen eine lockere, mehlige Ausprägung. Die Schichtung ist äußerlich nur leicht durch Verwitterungskontraste sichtbar. Einige Meter östlich, nach einer Störungszone schließt sich ein horizontal geschichteter, kompetenterer, poröser Dolomit an, der durchgehend Knollen beinhaltet. Die Formen dieser Bruchwände (Felsstöcke mit zahlreichen kleinen Höhlungen) erinnern an Riffe. Der Dolomit ist, obwohl es der Name des Objektes vortäuscht, nicht durch riffbildende Organismen entstanden. Weiter nördlich folgen zusätzliche Störungen, welche mit einer Änderung des Fallwinkels der Schichtung einhergehen. Der Zechstein ist hier an seiner östlichen Verbreitungsgrenze aufgeschlossen. | Brahmenau                   | Lage |
| GRZ_405 |      | Kuhbergbruch (Neumühle)                   | kleinkörnige Granitporphyre | Oberdevon              | Der stillgelegte Steinbruch „Kuhbergbruch“ liegt südöstlich der Gemeinde Neumühle nördlich von Greiz und ist über eine Forststraße gut erreichbar. Hier ist die Kernzone des Bergaer Sattels mit Porphyroiden eines sauren bis intermediären Intrusivgesteins aufgeschlossen. Diese Granitporphyre drangen vermutlich während des Oberdevons in ordovizische Schichten (Frauenbach-Folge) ein und wurden durch kataklastische Metamorphose (mechanisches Zerbrechen und Zerkleinern in Störungszonen) überprägt. Die über 100 m langen Lagergänge des „Kuhbergbruches“ sind die bedeutendsten Vorkommen präkinematischer, d. h. vor der Hauptfaltung der variszischen Orogenese intrudierten Granitoide im Greizer Raum. Im unteren Bruch hat sich ein Grubengewässer gebildet, weiterhin sind die Bruchwände insbesondere im südlichen Bereich mit Verwitterungsschutt überrollt. | Greiz                       | Lage |
| GRZ_418 |      | Schieferfelsen an der Lehnamühle          | Wechsellagerung von Schiefer- und Quarzitbänkchen, Schichtung 30° NE, Schieferung 45° NNW                                                                          | Ordovizium             | Der „Schieferfelsen an der Lehnamühle“ liegt südöstlich der ehemaligen Pappenfabrik Lehnamühle im Elstertal zwischen Greiz und Berga unmittelbar an der Straße (Buswendeschleife). Die Felsklippe befindet sich regionalgeologisch im Thüringischen Schiefergebirge, speziell des Bergaer Antiklinoriums mit seinen Festgesteinen aus Ordovizium, Silur und Devon. Der „Schieferfelsen an der Lehnamühle“ liegt im südöstlichen Teil des Bergaer Sattels, gehört zur Berga-Formation der Weißelster-Gruppe (Unterordovizium) und zeigt eine Wechselfolge von graublauen und grüngrauen Phylliten (Schiefern) mit zwischengelagerten, dünnen, siltig-quarzitischen Bänken. Der Schiefer liegt in der Grünschiefer-Fazies vor und ist infolge der variszischen Gebirgsbildung mehrfach stark deformiert worden. Im Aufschluss sind die Schicht- und Schieferungsflächen deutlich erkennbar, wobei die Schichtung mit 30° nach Südost und die Hauptschieferung mit 45° nach Norden einfällt. Neben der Hauptschieferung parallel zu den Faltenachsen sind zwei weitere Schieferungen (N-S- und W-E-Schieferung) erkennbar. Die Schieferungsbrechung zwischen kompetenteren und inkompetenteren Lagen lässt sich im Querschnitt des Schieferfelsens gut beobachten. | Greiz                       | Lage |
| GRZ_428 |      | Sandsteinbruch im Kirchtal von Kraftsdorf | grauer bis hellroter dolomitischer fein- bis gröberkörniger Sandstein, bankig, eingelagerte cm-starke rötliche Tonsteinlagen                                       | Kraftsdorfer Sandstein | Im späten 19. Jahrhundert kam es durch den Bau der Eisenbahnstrecke zwischen Weimar und Gera zur erhöhten Tätigkeit im Steinmetzgewerbe, welches eine Vielzahl an offenen, heute stillgelegten Steinbrüchen in der Gegend um Kraftsdorf zurückließ. Der dolomitisch gebundene Kraftsdorfer Sandstein der Bernburg-Folge (Unterer Buntsandstein) weist im frischen Zustand technisch sehr gute Kennwerte, insbesondere eine hohe Druckfestigkeit, auf. Über längere Zeiträume (50 bis 100 Jahren) hinweg ist der überwiegend ooidführende Sandstein allerdings stark verwitterungsanfällig, was durch eine bräunlich-gelbe Verfärbung, Bildung von Gipskrusten und Magnesiumsulfaten bis hin zum starken Substanzverlust gekennzeichnet ist (KATZSCHMANN & LEPPER1999). Der Kraftsdorfer Sandstein stellt einen ca. 30 m mächtigen Profilabschnitt der Bernburg-Folge dar, der durch massige graue Sandsteine bestimmt ist. Ooidführende dolomitische Sande, sandige oolithische Dolomite und Sandstein-Tonstein-Wechsellagerungen kennzeichnen die petrographische Zusammensetzung. Die Sedimentstrukturen und die Zusammensetzung des Sediments indizieren die Ablagerung im wellenbespülten Bereich am Seerand und in der Übergangszone zwischen einer sandigen Küste und wandernden Ooidbarren. Durchgreifende frühdiagenetische Dolomitisierung, Trockenrisse und gelegentliche Rotfärbung weisen auf wiederholtes Trockenfallen hin. Reine Oolithlagen wurden nicht nachgewiesen, so dass eine permanente Lage am Uferrand des Sees anzunehmen ist. Feinsandige, tonig-siltige Wechsellagerungen zwischen den Sandstein-Paketen entstanden bei Stillwasser-Sedimentation in Lagunen. Die episodischen Sandschüttungen wurden vermutlich über kleine Flussmündungen eingetragen (FENSTERER & VOIGT 2009) | Kraftsdorf                  | Lage |
| GRZ_426 |      | Sandsteinbrüche Kraftsdorf                | grauer bis hellroter dolomitischer fein- bis gröberkörniger Sandstein, bankig eingelagerte cm-starke rötliche Tonsteinlagen                                        | Kraftsdorfer Sandstein | Im späten 19. Jahrhundert kam es durch den Bau der Eisenbahnstrecke zwischen Weimar und Gera zur erhöhten Tätigkeit im Steinmetzgewerbe, welches eine Vielzahl an offenen, heute stillgelegten Steinbrüchen in der Gegend um Kraftsdorf zurückließ. Der dolomitisch gebundene Kraftsdorfer Sandstein der Bernburg-Folge (Unterer Buntsandstein) weist im frischen Zustand technisch sehr gute Kennwerte, insbesondere eine hohe Druckfestigkeit, auf. Über längere Zeiträume (50 bis 100 Jahren) hinweg ist der überwiegend ooidführende Sandstein allerdings stark verwitterungsanfällig, was durch eine bräunlich-gelbe Verfärbung, Bildung von Gipskrusten und Magnesiumsulfaten bis hin zum starken Substanzverlust gekennzeichnet ist (KATZSCHMANN & LEPPER1999). Der Kraftsdorfer Sandstein stellt einen ca. 30 m mächtigen Profilabschnitt der Bernburg-Folge dar, der durch massige graue Sandsteine bestimmt ist. Ooidführende dolomitische Sande, sandige oolithische Dolomite und Sandstein-Tonstein-Wechsellagerungen kennzeichnen die petrographische Zusammensetzung. Die Sedimentstrukturen und die Zusammensetzung des Sediments indizieren die Ablagerung im wellenbespülten Bereich am Seerand und in der Übergangszone zwischen einer sandigen Küste und wandernden Ooidbarren. Durchgreifende frühdiagenetische Dolomitisierung, Trockenrisse und gelegentliche Rotfärbung weisen auf wiederholtes Trockenfallen hin. Reine Oolithlagen wurden nicht nachgewiesen, so dass eine permanente Lage am Uferrand des Sees anzunehmen ist. Feinsandige, tonig-siltige Wechsellagerungen zwischen den Sandstein-Paketen entstanden bei Stillwasser-Sedimentation in Lagunen. Die episodischen Sandschüttungen wurden vermutlich über kleine Flussmündungen eingetragen (FENSTERER & VOIGT 2009) | Kraftsdorf                  | Lage |
| GRZ_472 |      | Kalkgrube bei Waldhaus                    | (historische Beschreibung:) plattige, wellige Kalke und Mergel | Trias                  | Der ehemalige Muschelkalkbruch „Kalkgrube Waldhaus“ befindet sich südlich der Gemeinde Waldhaus, ca. 3 km nordöstlich von Greiz. Es handelt sich um eine aufgeschlossene Scholle der Trias, in der nach dem 1. Weltkrieg der Steinbruch betrieben wurde. Dieser Geotop liegt regionalgeologisch betrachtet im Thüringischen Schiefergebirge, speziell im Bergaer Antiklinorium. Während der variszischen Gebirgsbildung kam es im Unterkarbon zur Herausbildung der Sattel- und Muldenstruktur, später wurde das Gebiet durch die saxonische Tektonik (Lias/Tertiär) nochmals überprägt. Dadurch wurden die anstehenden Einheiten in kleinere Schollen zerlegt und stark in ihren Lagerungsverhältnissen gestört. Im Bergaer Antiklinorium stehen die Gesteine des Ordovizium, Silur und Devon an. Als lokale Besonderheit tritt nordöstlich von Greiz eine kleinere Buntsandstein-Muschelkalkscholle auf, die wahrscheinlich das Ergebnis der saxonischen Tektonik ist. In der „Kalkgrube Waldhaus“ wurde historischen Überlieferungen zufolge, der Untere Muschelkalk (Wellenkalk) abgebaut. Heute sind die Böschungen völlig überwachsen und die Grube mit Wasser gefüllt. | Mohlsdorf-Teichwolframsdorf | Lage |
| GRZ_417 |      | Kieselschiefer am Sturmberg               | verwitterte Kieselschiefer, blättrig bis dünnbankig, zwischengelagerte Alaunschiefer, Schieferung: 330 - 310/30 - 50, Klüftung: 40 - 50/70 - 90, 110 - 120/60 - 70 | Silur                  | Die Gruben des Steinbruchgeländes „Sturmberg“ befinden sich südlich von Mennsdorf auf der Südseite des flachen Sturmberggipfels. Regionalgeologisch liegt das Geotop im Bereich der Westsächsischen Störungszone, speziell im sog. Geraer Vorsprung. Im ehemaligen Steinbruch stehen die Kiesel- und Alaunschiefer des Unteren Graptolithenschiefers (Silur) an. Diese wurden während der variszischen Gebirgsbildung stark gefaltet. Durch die engständige Klüftung im Kieselschiefer kam es zur intensiven Verwitterung und Bleichung des Gesteins. Bei der Oxidation des im Graptolithenschiefer enthaltenen FeS2 wird Schwefelsäure gebildet, die einen Einfluss auf die Acidität der Gewässer im Bruchgelände nimmt. | Paitzdorf                   | Lage |
| GRZ_407 |      | Paläopikritbruch                          | olivin- und pyroxenreicher Diabas | Oberdevon              | Am Nordwestufer der Talsperre Zeulenroda liegt ca. 1,5 km östlich von Zadelsdorf, links der Straße Zeulenroda-Zadelsdorf der „Paläopikritbruch“. Dieser ist ein Teil der Westflanke des Bergaer Antiklinoriums im Thüringischen Schiefergebirge. Bei dem hier aufgeschlossenen Paläopikrit handelt es sich um einen Magmatit, der aufgrund der tektonischen Vorgänge im Frasnium (Oberdevon) in unterdevonische Sedimente (Tentakulitenschiefer) intrudierte. Ein Pikrit ist ein ultrabasischer Vulkanit, der pyroxen- und olivinreich ist. Das vorgefundene, anstehende Gestein ist äußerlich und innerlich stark verwittert und lässt sich mit bloßer Hand zerbrechen. | Zeulenroda-Triebes          | Lage |

### Fossilien
| ID      | Bild | Bezeichnung   | Art | Stratigraphie                          | Beschreibung | Gemeinde    | Lage |
| ------- | ---- | ------------- | --- | -------------------------------------- | --- | ----------- | ---- |
| GRZ_409 |      | Weinbergbruch | schwarze, teilweise silbergraue, blättrige bis dünnplattige Schiefer, zum Teil eng gefaltet, Schieferung: 350/95 - 60 und 170 - 160/70 - 80, Klüftung: 80 - 70/80 - 90 | Unterer Graptolithenschiefer-Formation | Der Weinbergbruch nimmt unter den geologischen Aufschlüssen des Silurs in Ostthüringen aufgrund seiner hohen wissenschaftlichen Bedeutung als Fossilfundpunkt silurischer Graptolithen eine Sonderstellung ein, da von diesem Geotop wesentliche Impulse zur thüringischen Silurforschung ausgingen (ALDER, 1963; SCHAUER 1971). Die silurischen Gesteine, besonders die meist leicht spaltbaren Schwarzschiefer, weisen eine individuen- und artenreiche Graptolithenfauna auf. Die fossilisierten Reste einer ausgestorbenen koloniebildenden Tiergruppe waren namensgebend: Graptolithenschiefer (Schriftschiefer). Heute ist von dem ehemals großen Steinbruch, in dem die silurischen Kieselschiefer vorwiegend als Schottermaterial für den Wege- und Straßenbau gewonnen wurden, nur noch ein kleines Areal erhalten. Der größte Teil des ehem. Steinbruches wird durch eine seit Jahren rekultivierte Deponie überlagert. Die anstehenden Gesteine gehören zum unteren kieselschieferreichen Teil des Unteren Graptolithenschiefers, der in Ostthüringen eine Gesamtmächtigkeit von etwa 30 bis 40 m aufweist. Für die Gesteine des Bruchs ist eine im Zentimeter- bis Dezimeterbereich ausgebildete Wechsellagerung von sehr harten, schwarzen, kohlenstoff- und kieselsäurereichen Kieselschiefern und weniger harten Schwarzschiefern charakteristisch. Es ist eine für dieses Gestein typische enge Verfaltung der Schwarz- und Kieselschieferlagen zu beobachten. Durch die anoxischen Ablagerungsbedingungen des Graptolithenschiefers enthält das Gestein viel Pyrit bei dessen Oxidation bei Verwitterung sich Schwefelsäure bildet, die den See zu einem sehr sauren Gewässer macht. Angesäuerte Wässer, die durch das Gestein migrieren, haben ein hohes Lösungspotential für Kationen, sodass auch das Aluminium des Alaunschiefers mobil wird und sich im Gewässer anreichert. An den nördlichen Bruchwänden zeigt der Graptolithenschiefer deutliche Bleichungserscheinungen. Das umliegende, bewaldete Gelände bietet weitere zahlreiche Aufschlüsse. | Hohenleuben | Lage |

### Lagerungsverhältnisse/Tektonik
| ID      | Bild | Bezeichnung                                 | Art | Stratigraphie        | Beschreibung | Gemeinde           | Lage |
| ------- | ---- | ------------------------------------------- | --- | -------------------- | --- | ------------------ | ---- |
| GRZ_461 |      | Dreistöckiger Steinbruch Bad Köstritz       | Tonschiefer, Grauwacken, poröse und plattige Karbonate                                                                  | Katzhütte-Gruppe     | Der „Dreistöckige Steinbruch“ befindet sich südwestlich von Bad Köstritz an der Straße nach Reichardtsdorf im Eleonorental. Der aufgelassene Steinbruch diente zum Abbau von Schotter und Splitt für den Straßenbau sowie lokal für Bruchsteine, die Zechsteinkarbonate wurden auch für die Brandkalkerzeugung genutzt. Der Aufschluss liegt westlich des Geraer Beckens und zeigt die Diskordanz zwischen den Gesteinen des Neoproterozoikums (Katzhütte-Gruppe) und einem Zechstein-Riffprofil (Oberperm). Bei den Neoproterozoischen Gesteinen auf der unteren Sohle des Steinbruchs handelt es sich um eine Tonschiefer-Grauwacken-Wechsellagerung mit vorherrschend primär wahrscheinlich blaugrauen Tonschiefern. Die rötliche Färbung ist sekundär und geht vermutlich auf die tiefgreifende permo-karbonische Rotverwitterung zurück. In den Schiefern sind vereinzelt Gerölllagen mit Geröllen von bis zu 3 mm Durchmesser zu erkennen. Neben schluffigen bis quarzitischen Lagen sind in den Schiefern auch quarzitische Grauwacken mit Mächtigkeiten im cm-dm-Bereich eingelagert. Die diskordant überlagernden Gesteine der Werra-Folge (Zechstein) auf der mittleren Sohle bestehen aus plattigen bis feinbankigen, z. T. bindigen Karbonat- und Dolomitsteinen in Wechsellagerung mit schiefrigen, dünnplattigen Tonmergelsteinen. An der oberen Sohle sind bankige, gelblich bis braun gefärbte, dolomitische Kalke aufgeschlossen. Zwischen diesen plattigen und z. T. grob gebankten Partien ist ungeschichtetes, knolliges Riffgestein eingeschaltet. Diese Riffe werden im Köstritzer Raum vorwiegend von Kalkalgen und Bryozonen gebildet. Der Steinbruch gehört zu den nördlichsten Zechsteinriffen, die in Ostthüringen aufgeschlossen sind. In jedem Stockwerk des Steinbruchs sind etwa 7 m Gestein freiliegend. | Bad Köstritz       | Lage |
| GRZ_457 |      | Riffsteinbruch bei Bad Köstritz             | Grauwacke, Dolomit | Katzhütte-Gruppe     | Der Riffsteinbruch befindet sich am südwestlichen Ortsrand von Bad Köstritz am südlichen Hang des Eleonorentals. Aufgeschlossen ist eine Diskordanz eines Zechsteinriffes auf neoproterozoischen Gesteinen der Katzhütte-Gruppe. Die Entstehung des Riffs erfolgte durch die Ablagerung von Riffkalken auf den Grauwacken der Katzhütte-Gruppe. Das Hangende des „Riffsteinbruchs“ bilden dolomitische Riffkalke des Oberen Werra-Karbonates, nachdem es vermutlich zur Senkung des Gebietes kam. Einen vergleichbaren und frei zugänglichen Aufschluss bietet der „Dreistöckige Steinbruch“ bei Bad Köstritz. Im Gegensatz zum Dreistöckigen Steinbruch liegen hier die Grauwacken nicht mit engständiger Schieferung vor, sondern sie besitzen zwei Vorzugsorientierungen in Form von sehr weitständigen Schieferungsflächen. Die massigen Grauwacken werden von porösem, uneben geschichtetem Dolomit von gelblicher Farbe überlagert. In der Nähe, ca. 250 m südwestlich und ca. 50 m südlich der Zwergenhöhle, befindet sich ein weiterer, noch größerer ehemaliger Steinbruch – der sog. Viehkoppelbruch – der die Diskordanz ebenso gut wiedergibt, wie der Riffsteinbruch. Allerdings liegt hier einiges an Müll im Gelände und der Bruch ist stark zugewachsen. Bemerkenswert ist, dass die Schichten im Gegensatz zum Riffsteinbruch stark verkippt vorliegen. | Bad Köstritz       | Lage |
| GRZ_410 |      | Brüche am Hüttchenberg                      | Hauptquarzit, Griffel- und Lederschiefer                                                                                | Gräfenthal-Gruppe    | Die zwei aufgelassenen Steinbrüche des Hüttchenberges (nördlicher und südlicher Bruch) liegen regionalgeologisch im Thüringischen Schiefergebirge, an der Nordwestflanke des Bergaer Antiklinoriums. Dieses wurde während der variszischen Gebirgsbildung im Unterkarbon gebildet und wurde durch bruchtektonische Vorgänge in kleinere Schollen zerlegt. In den Brüchen sind die ordovizischen, stark gefalteten Schichten der Gräfenthal-Gruppe, hier der Hauptquarzit-Formation, aufgeschlossen. Das Liegende bildet die Griffelschiefer-Formation (Märchengrund ca.300 m südl.). Mit der bis 250 m mächtigen Lederschiefer-Formation im Hangenden des Hauptquarzites wird die Gräfenthal-Gruppe in Ostthüringen abgeschlossen. Von besonderem geologischem Interesse ist der südliche Bruch, zumal die Aufschlussverhältnisse hier wesentlich günstiger als im nördlichen Bruch sind. Der Bruch zeigt den Hauptquarzit mit Griffel- und Lederschiefer im Flankenbereich. Beeindruckend ist eine tektonische Falte in der Dimension von mehreren Dekametern, die für das thüringische Altpaläozoikum sehr repräsentativ ist. Der Hauptquarzit am besteht aus einer Wechsellagerung grauer bis graublauer, dezimeter- bis metermächtiger quarzitischer Sandsteinbänke und meist nur zentimeter- bis dezimetermächtiger dunkler Tonschieferlagen (z. T. mit Kriechspuren, Wurmröhren und Fressbauten in den Tonschiefern). ELLENBERG (1998) interpretiert die sedimentologischen Merkmale des Hauptquarzites als eine marine Fan-/Deltabildung. Die deutliche Rotfärbung der Gesteine des Hauptquarzites ist nicht primär, sondern auf spätere Verwitterungsprozesse vor allem in der Rotliegendzeit des Perms unter Bildung von Eisenoxiden zurückzuführen. Zwischen dem nördlichen und südlichen Bruch des Hüttchenberges mit Hauptquarzit steht unmittelbar an der Hangseite des Weges an mehreren Klippen der Lederschiefer an, ein matt glänzender, bräunlicher Ton- bis Siltschiefer, der die jüngste Formation der Gräfenthal-Gruppe im Ordovizium Ostthüringens bildet. | Berga-Wünschendorf | Lage |
| GRZ_415 |      | Hüttchenberg – nördlicher Bruch             | Hauptquarzit, Griffel- und Lederschiefer                                                                                | Ordovizium           | Bei den „Hüttchenbergen“ handelt es sich um einen nördlichen und einen südlichen Steinbruch, die am südöstlichen Stadtrand von Wünschendorf im Elstertal liegen. Regionalgeologisch befinden sie sich im Thüringischen Schiefergebirge, am nördlichen Rand des Bergaer Antiklinoriums. Dieses wurde während der variszischen Gebirgsbildung im Unterkarbon gebildet und ist durch bruchtektonische Vorgänge in kleinere Schollen zerlegt worden. In den „Hüttchenbergen“ sind die ordovizischen Schichten der Gräfenthaler-Gruppe aufgeschlossen. Im nördlichen Bruch ist der Hauptquarzit als pelitischer, grauer, graugrüner und rötlichgrauer glimmerführender Feinsandstein ausgebildet, der in 1-3 m mächtigen Bänken auftritt. Die plattigen Griffel- und Lederschiefer sind aufgrund ihrer geringen Verwitterungsbeständigkeit weitgehend von Schutt überdeckt. Die Schichtenfolgen wurden durch die variszische Gebirgsbildung stark gefaltet. Im Nordwestbereich ist ein Versatz im unteren Hangendbereich sichtbar, an der Südostwand ist ein Sattel ausgebildet | Berga-Wünschendorf | Lage |
| GRZ_408 |      | Schafberg bei Mildenfurth                   | mittel- bis feinkörnige Grauwacken, Wurstkonglomerat, gröberklastisch, vorwiegend Kieselschiefer                        | Ziegenrück-Formation | Am Südhang des Schafberges bei Mildenfurth befindet sich ein aufgelassener Steinbruch, der dem Abbau von Schotter und Splitt für den Straßenbau sowie lokal für Bruchsteine diente. Hier treten die Gesteine der unterkarnischen Ziegenrück-Formation zutage. Das Liegende des Karbon-Grenzprofils besteht aus der tonschieferdominanten Röttersdorf-Formation. Im Hangenden folgt das Untere-Ziegenrück-Konglomerat (Grenzkonglomerat), Anstehend sind konglomeratische Grauwacken und Konglomerate, untergeordnet geringmächtige Tonschiefer. Die konglomeratischen Grauwacken haben eine erosive Basis. Die Korngröße der Klasten beträgt meist 0,5 bis 2 cm, maximal bis 20 cm. Als Klastenbestand treten hauptsächlich Quarz, Quarzit, helle und dunkle Kieselschiefer, Tonschiefer und Phyllite auf. Der Feldspatgehalt ist sehr gering (Timmermann, 1978). In einem Tonschieferklast wurde ein Pflanzenrest gefunden. Abgesehen von den Tonschiefer- und Phyllitgeröllen ist der Rundungsgrad gering. Die Kieselschiefer sind meist eckig oder kaum gerundet. Die Schichtung fällt flach nach NNW bis NNE ein. Die Schieferung steht steil und fällt nach NNW ein. Das Konglomerat enthält graugrüne Phyllitgerölle. Die Phyllitgerölle sind mit den kambro-ordovizischen Phylliten des Bergaer Sattels vergleichbar. | Berga-Wünschendorf | Lage |
| GRZ_451 |      | Lutschetalaufschluss bei Schwaara           | steilgestellte, hellgraue, dünnplattige Tonschiefer                                                                     | Zechstein            | Zu den klassischen Aufschlüssen des Geraer Zechsteins gehören die beiden Geotope von Schwaara im Bahneinschnitt der seit langem stillgelegten Kleinbahn von Gera nach Wuitz – Mumsdorf im Lutschetal ca. 500 m nördlich der Gemeinde Schwaara und der gleichermaßen bekannte Aufschluss unterhalb des Kirchberges in Schwaara, die in der Vergangenheit in zahlreichen geologischen Lehrbüchern als typisches Beispiel einer Meerestransgression abgebildet wurden. Im unteren Abschnitt sind graue Tonschiefer des Unterkarbon (?) mit steil stehenden Schieferungsflächen vorhanden, die kappenartig von einer 0,6 bis 0,8 m mächtigen fossilreichen Kalkbank und nachfolgend mergeligen Schiefertonen überlagert werden. Da die Sedimente des Rotliegend beim Vordringen des Zechsteinmeeres bereits erodiert waren, lagerten sich die Zechsteinkalke diskordant auf den altpaläozoischen Schichten ab (Variszische Diskordanz). Das Zechsteinprofil beginnt hier über den Tonschiefern des Unterkarbons mit der Productusbank, die ihren Namen nach dem in diesem Gestein massenhaft vorkommenden Fossil Horridonia horrida (ältere Bezeichnung Productus horridus) erhalten hat. Die Strukturen, die durch das Herauswittern dieser zu den Brachiopoden gehörenden Fossilien aus dem Kalkstein entstehen, werden volksmundlich auch als Krötenköpfe bezeichnet. Die liegenden Horizonte vom Zechsteinkonglomerat bis zum Kupferschiefer sind hier primär nicht ausgebildet. Diese Lagerungsverhältnisse sind ein Indiz dafür, dass die Festlandsoberfläche im Gebiet von Schwaara im Verlaufe des Vordringens des Zechsteinmeeres höher lag und damit später überflutet wurde als z. B. das Gebiet des heutigen Gera-Milbitz (Aufschluss Schiefergasse). | Schwaara           | Lage |
| GRZ_456 |      | Zechsteindiskordanzen am Kirchberg Schwaara | Tonschiefer (Kulmschiefer) dünnplattig, feinsandig, gebändert, steilgestellt, Zechsteinkalk grauer, plattiger Kalkstein | Zechstein            | Zu den klassischen Aufschlüssen des Geraer Zechsteins gehören die beiden Geotope von Schwaara im Bahneinschnitt der seit langem stillgelegten Kleinbahn von Gera nach Wuitz – Mumsdorf im Lutschetal ca. 500 m nördlich der Gemeinde Schwaara und der gleichermaßen bekannte Aufschluss unterhalb des Kirchberges in Schwaara, die in der Vergangenheit in zahlreichen geologischen Lehrbüchern als typisches Beispiel einer Meerestransgression abgebildet wurden. Im unteren Abschnitt sind graue Tonschiefer des Unterkarbon (?) mit steil stehenden Schieferungsflächen aufgeschlossen. Zur Zeit des Vordringens des Zechsteinmeeres bildete der Kirchberg innerhalb der damaligen Geraer Bucht zunächst eine aufragende Klippe, die später jedoch ebenfalls überflutet wurde. Da die Sedimente des Rotliegend beim Vordringen des Zechsteinmeeres bereits erodiert waren, lagerten sich hier Zechsteinsedimente in Form einer Wechsellagerung von Kalk- und Mergelsteinen diskordant auf den altpaläozoischen Schichten ab (Variszische Diskordanz). Die liegenden Horizonte vom Zechsteinkonglomerat bis zum Kupferschiefer sowie die im Aufschluss am Bahneinschnitt (Lutschetal) noch vorhandene Productusbank sind hier primär nicht ausgebildet. Diese Lagerungsverhältnisse sind ein Indiz dafür, dass die Festlandsoberfläche im Gebiet von Schwaara im Verlaufe des Vordringens des Zechsteinmeeres höher lag und damit später überflutet wurde als z. B. das Gebiet des heutigen Gera-Milbitz (Aufschluss Schiefergasse). Regionalgeologisch befindet sich der Standort am Nordrand des Ronneburger Horstes im Bereich des Geraer Vorsprungs. Die Geraer Bucht ist im südöstlichen Randbereich durch aufragende Klippen wie den Kirchberg geprägt. | Schwaara           | Lage |

### Sedimentstrukturen
| ID      | Bild | Bezeichnung                    | Art | Stratigraphie                     | Beschreibung | Gemeinde     | Lage |
| ------- | ---- | ------------------------------ | --- | --------------------------------- | --- | ------------ | ---- |
| GRZ_452 |      | Gipsbrüche Gleina bei Köstritz | grauer, bankiger, poröser Anhydrit, breckziös | Zechstein                         | Nordwestlich von Bad Köstritz nahe der B7 Richtung Caaschwitz liegen die „Gipsbrüche Gleina“. Regionalgeologisch befindet sich der Geotop am Ostrand des Thüringer Beckens im nordöstlichen Bereich des Geraer Vorsprunges. Hier streicht der Werra-Anhydrit des Oberen Zechsteins aus. Die hier gefundenen Gipse, die sich durch Quellung aus dem Anhydrit gebildet haben, gehören zur Randfazies der Zechsteinsedimente am Südostrand des Zechsteinmeeres. Der hier angetroffene Gips ist weißlich bis grau und besitzt dolomitische tonig-bituminöse Streifen. Für rötlich gefärbte Bereiche sind Verunreinigungen von Eisenoxiden verantwortlich. Spalten und Auslaugungshohlräume des Gipses sind mit pleistozänem Lehm gefüllt. Der Standort ist bekannt als Fundpunkt eiszeitlicher fossiler Tier- und Menschenfunde. Der Gips wurde ca. 1790 bis 1919 abgebaut und in der Gipsmühle von Köstritz, deren Standort der heutige Anger war, weiterverarbeitet. | Bad Köstritz | Lage |
| GRZ_468 |      | Dolomittagebau Caaschwitz      | grauer, plattiger, karvernöser Dolomit, 210 - 220/80 - 90 Klüftung, 110 - 100/80 - 90 überkippt, Schichtung 340 - 330/20 - 30, marine Sedimentation im Randbereich des Geraer Zechsteinmeeres | Leine-Karbonat („Plattendolomit“) | Im Tagebau werden die Karbonatgesteine des Plattendolomits abgebaut und im Dolomitwerk Wünschendorf zu Schotter und Split (Bauindustrie) und als Rohstoff für die chemische und metallurgische Industrie verarbeitet. Der Tagebau erschließt ein Profil vom Plattendolomit der Leine-Folge des Zechsteins bis zu den untersten Zyklen der Calvörde-Folge des Unteren Buntsandsteins. Dabei liegen die Sedimente der höheren Zechsteinfolgen in der klastischen Randfazies vor. Analog zum Lutschetal bei Schwaara, sowie den Bad Köstritzer Kalksteinbrüchen (Riffsteinbruch, Dreistöckiger Steinbruch, Pohlitzer Steinbruch), wurde auch der Standort des Steinbruchs Caaschwitz vom äußersten Zechsteinmeer erfasst. Dabei bildet das Zechsteingebiet Gera-Köstritz den südöstlichen Uferbereich des Meeres, der nur Bruchteile der marinen Zechstein-Abfolgen archivieren konnte. Der Plattendolomit erreicht im Lagerstättengebiet etwa 12-15 m Mächtigkeit und besteht weitgehend aus geschichteten Dolomiten mit Ooiden und Onkoiden. Im Anschluss an die Ablagerungen im Flachmeer vollzieht sich ein Fazieswechsel, dessen Sedimente durch graue und rote Ton- bis Sandsteine (Aller-, Ohre-, Friesland-Folge, „Obere Zechsteinletten“) mit Kalk-Konkretionen aufgebaut werden. Der Wechsel über die Küstenfazies hinweg zeichnet sich durch erhaltene Rippelstrukturen bis hin zu Regentropfenmarken ab. Im Hangenden folgen die aus zwei Zyklen bestehenden Sedimente der Fulda-Folge („Bröckelschiefer“) bestehend im jeweils unteren Teil aus überwiegend Sandsteinen und im oberen aus überwiegend Ton- und Schluffsteinen. Über den Zechsteinsedimenten lagern Sand-, Schluff- und Tonsteine der Calvörde-Folge. Charakteristisch sind bisweilen Trockenrisse, Rippelmarken und eingelagerte größere Tonklasten. | Caaschwitz   | Lage |

### Typlokalitäten/Richtprofile
| ID       | Bild | Bezeichnung                | Art                                        | Stratigraphie | Beschreibung | Gemeinde    | Lage |
| -------- | ---- | -------------------------- | ------------------------------------------ | ------------- | --- | ----------- | ---- |
| GRZ_2048 |      | Diabasbruch am Reichenfels | Differenzierte Diabaslager mit Quarzdiabas | Oberdevon     | Der „Steinbruch Reichenfels“ der zwischen 1925 und 1954 dem Abbau von Diabas für den Straßenbau diente, befindet sich südwestlich der Stadt Hohenleuben zwischen der Burgruine Reichenfels und der Bahnstrecke Werdau-Mehltheuer nördlich des Bahnhofs Hohenleuben. Regionalgeologisch liegt der Steinbruch im Thüringischen Schiefergebirge an der nordwestlichen Flanke des Bergaer Antilkinoriums, einer SW-NE verlaufenden, im Zuge der variszischen Gebirgsbildung entstandenen Faltenstruktur. Das Areal der Burgruine steht auf einer hochwertigen Diabasvariante (sog. Oberes Lager Reichenfels-Dörtendorf). Der Aufschluss zeigt zwei Quarzdiabasbänke, die durch eine 8-12 m mächtige Quarzitbank getrennt sind. Der Diabas intrudierte im tiefen Oberdevon (vor ca. 380 Mio. Jahren) als basaltisches Magma während der variszischen Gebirgsbildung in den ordovizischen Hauptquarzit (Gräfenthal-Gruppe). Durch die gravitative Krsitallisationsdifferentiation entstanden im Hangenden quarzführende Diabase (Quarzdiabase), die hier mikropegmatische Verwachsungen zwischen Quarz und Albit (Feldspat) aufweisen. Der „Steinbruch Reichenfels“ gilt als mineralogisch-petrographische und mineralfazielle Typuslokalität. Außerdem erfolgte hier die Erstbeschreibung von Quarzdiabas in Thüringen durch P. WAGNER (1939). | Hohenleuben | Lage |

### Verwitterungsformen
| ID      | Bild           | Bezeichnung                     | Art                                                                              | Stratigraphie | Beschreibung | Gemeinde | Lage |
| ------- | -------------- | ------------------------------- | -------------------------------------------------------------------------------- | ------------- | --- | -------- | ---- |
| GRZ_469 |                | Großer Mönchstein bei Sachswitz | Diabas, grünlich, fein- bis mittelkörnig, massig, schwach geklüftet              | Oberdevon     | Der Standort befindet sich im Thüringischen Schiefergebirge, speziell Nordost-Südwest streichenden Bergaer Antiklinorium. Die Bildung der Sattel- und Muldenstruktur des Thüringischen Schiefergebirges erfolgte während der variszischen Gebirgsbildung am Ende des Unterkarbons. Das Flächennaturdenkmal "Großer Mönchstein" wird häufig, wie der Nelkenstein in Cossengrün als Diabasfelsen ("Grünsteine`) des Oberdevons im Übergangsgebiet zum Mittelvogtländischen Diabaskuppenland angesprochen. Bei näherer Betrachtung ist der Mönchstein jedoch durch eine Schieferung überprägt. Die Felsen der Vogtländischen Mulde zeugen als resistente Härtlinge von den basischen, untermeerischen Eruptionen des Oberdevons. Dabei wurden ordovizische Schichten (Phycoden-Gruppe) durchschlagen. Vor der Deformation wurden die Basalte durch Anchimetamorphose in Diabas umgewandelt. | Greiz    | Lage |
| GRZ_406 |                | Klingensteine                   | Porphyroid, massig                                                               | Oberdevon     | Ca. 1,5 km nordwestlich von Greiz im Forstbezirk Heinrichsgrün befindet sich die Felsgruppe „Klingensteine“, die über einen Wanderweg gut zu erreichen ist. Die Felsgruppe ist ca. 10 m hoch und 50 m breit und liegt im Kernbereich des Bergaer Antiklinoriums. Bei dem anstehenden Gestein handelt es sich um Porphyroide, d. h. durch kataklastische Metamorphose (Metamorphose an Störungszonen, die zum mechanischen Zerbrechen und Zerkleinern des Gesteins führt) beanspruchte saure bis intermediäre Eruptivgesteine. Diese Granite/Granitporphyre drangen vermutlich im Oberdevon vor der Hauptfaltung im Paläozoikum in ordovizische Schichten (Hirschsteinquarzit-Formation) ein. Aufgrund ihres Gefüges sind die Porphyroide sehr erosionsbeständig und somit als Einzelfelsen erhalten. Die Klingensteine sind reichlich von Quarzadern durchzogen. | Greiz    | Lage |
| GRZ_446 | weitere Bilder | Nelkenstein                     | Diabasbreckzie                                                                   | Oberdevon     | Der „Nelkenstein“ befindet sich ca. 800 m westlich von Cossengrün nahe des Bahnhofs Rentzschmühle der Bahnstrecke Greiz-Plauen. Der Standort grenzt an einen Steinbruch der Basalt-Actien-Gesellschaft, Naturstein- und Baustoffwerke Gera. Es handelt sich um einen (von der Talsohle) ca. 60 m hohen Diabasfelsen im Durchbruchstal der Elster. Regionalgeologisch liegt der Geotop im Thüringischen Schiefergebirge, genauer am südöstlichen Rand der Nordwest-Südost streichenden Teileinheit Mehltheurer Kulmmulde. Diese grenzt an das Vogtländische Synklinorium (Gruppe von Falten, die insgesamt eine Synklinale (Falte) bilden) aus oberdevonischen Schiefern und Diabasen. Der anstehende Diabas ist aufgrund des Eisenoxidgehaltes der Tuffe violett gefärbt und meist dickbankig ausgebildet. Die offenen Klüfte sind mit Calcit und Quarz verheilt, gelegentlich tritt Amethyst (Varietät des Quarz) auf. Aufgrund seiner hohen Verwitterungsbeständigkeit wird das Gestein als Schotter in geringem Umfang als Werkstein gebrochen. Das Naturdenkmal ist wie der Große Mönchstein von Sachswitz ein widerstandsfähiger Diabasfelsen des Oberdevons im Übergangsgebiet zum Mittelvogtländischen Diabaskuppenland. Die von Süden sichtbaren Bänke des Nelkensteins sind weitgehend steilstehend und fallen nach Südwesten ein. An der Südostseite des Felsens wurde eine Faltung festgestellt. Im Westen wirkt der Diabas homogener als im (Süd)Osten, wo knollenartige Ausbildungen gesehen wurden. | Greiz    | Lage |
| GRZ_448 |                | Teufelskanzel                   | Porphyrid mit Quarzbänkchen 330/30 - 40 Streichen, 0 - 60, Klüfte 60 - 80 (N-NE) | Oberdevon     | Ca. 1,5 km nordwestlich von Greiz im Forstbezirk Heinrichsgrün befindet sich die Felsgruppe „Teufelskanzel“, die über einen Waldweg gut zu erreichen ist. Sie liegt im Kernbereich des Bergaer Sattels und wird von mittel- bis spätdevonischen Porphyroiden (Meta-Granitoiden) eines durch kataklastische Metamorphose beanspruchten Eruptivgesteins gebildet. Diese Granite/Granitporphyre zwischen den umgebenden Quarziten und Tonschiefern drangen vor der Hauptfaltung im Paläozoikum in die ordovizischen Schichten der Hirschsteinquarzit-Formation (Weißelster-Gruppe) ein. Das Gesteinl ist von zahlreichen Quarzadern durchzogen. | Greiz    | Lage |

### Magmatische Bildungen
| ID       | Bild           | Bezeichnung                  | Art             | Stratigraphie | Beschreibung | Gemeinde  | Lage |
| -------- | -------------- | ---------------------------- | --------------- | ------------- | --- | --------- | ---- |
| GRZ_1688 | weitere Bilder | Diabas Schlossberg Ronneburg | körniger Diabas | Devon         | Am Fuß des Ronneburger Schlosses steht ein Diabas an, der im frühen Oberdevon in unterdevonische Tonschiefer (Tentakuliten-Schiefer) intrudierte. Im Zuge der variszischen Gebirgsbildung im Unterkarbon wurden die Gesteine gefaltet und tektonisch gestört. Zum Teil sind kuglige Verwitterungsformen zu sehen, die als „Pseudopillows“ bezeichnet werden, da sie in ihrer Form an die sog. Pillowlava erinnern. Diese wird gebildet, wenn basaltische Lava unter Wasser austritt. Bei der Verwitterung einzelner Pillows aber auch von Diabasgängen entstehen häufig schalig zerfallende Strukturen (Zwiebelschalenverwitterung). Sie zeigt sich durch das konzentrische Ablösen zusammenhängender Schalen infolge unterschiedlich starker thermischer Ausdehnungen/Kontraktionen innerhalb des Gesteins beim Anstieg/Abfall der Umgebungstemperatur. Im Diabasfelsen sind konjugierte Scherbrüche sichtbar. Einen ähnlichen Hintergrund wie der Ronneburger Diabas hat der devonische Diabas in Saalburg, der durch die Zwiebelschalen der „Steineren Rose“ bekannt wurde. | Ronneburg | Lage |

### Denkstein
| ID      | Bild | Bezeichnung             | Art | Stratigraphie | Beschreibung | Gemeinde | Lage |
| ------- | ---- | ----------------------- | --- | ------------- | --- | -------- | ---- |
| GRZ_420 |      | Eiszeit-Denkstein Weida |     | Pleistozän    | Im Burghof des Schlosses Osterburg in Weida befindet sich ein Eiszeit-Denkstein, der die Südgrenze der Inlandvereisung anzeigt. Die auf dem Denkstein bezeichnete Grenze bezieht sich auf die Südgrenze der Elstervereisung, da die Saale- und die Weichseleiszeit weiter nördlich endeten. Zeugen der Vereisung in der Gegend um Weida sind Lehme als Grundmoränenbildungen sowie erratische Schotter und Gerölle in der ehemaligen Ziegeleigrube in Veitsberg bei Wünschendorf. | Weida    | Lage |